# جسیکا سولا
جسیکا سولا (انگلیسی: Jessica Sula؛ زادهٔ ۳ مهٔ ۱۹۹۴) یک هنرپیشه اهل بریتانیا است.
از فیلم‌ها یا برنامه‌های تلویزیونی که وی در آن نقش داشته است می‌توان به اسکینز اشاره کرد.